# Coleophora lineapulvella
Coleophora lineapulvella is een vlinder uit de familie van de kokermotten (Coleophoridae). De wetenschappelijke naam van de soort werd in 1878 gepubliceerd door Chambers.

## Synoniemen
- Coleophora amaranthella Braun, 1919